# 小鼠基因组信息学
鼠基因信息（Mouse Genome Informatics，MGI）為一免費的線上生物信息資料庫，提供者為傑克遜實驗室，贊助者為美國国家人类基因组研究所（NHGRI）、美國國家癌症研究所（NCI），以及美國国家儿童健康与人类发育研究所（NICHD）。
鼠基因信息提供了實驗老鼠遺傳學和生物學上的相關資訊。

## 外部連結
- The MGI home page （页面存档备份，存于）
- Mouse Genome Informatics Publications （页面存档备份，存于）
- Tutorial from the Open Door workshop[永久]